# Monica Gabor
Monica Gabor (n. 8 ianuarie 1987, Răcăciuni, județul Bacău) este un fotomodel român. S-a născut într-o familie romano-catolică, mama ei fiind Veronica Bulai.
Ea a fost căsătorită și are o fiică cu fostul om de afaceri Irinel Columbeanu, alături de care a apărut în emisiunea By Monica Columbeanu. Între timp ea și-a terminat studiile la Facultatea de Comunicare și Relații Publice din cadrul SNSPA. În anul 2011, cei doi au divorțat generând o aprigă dezbatere publică cu privire la situația taților post divorț și la dreptul copilului de a avea acces la ambii părinți. În decembrie 2011 a mărturisit public că a fost exploatată sexual de către Dinu Damaschin, tatăl ei vitreg.